# 谢尔盖·尼科尔斯基
谢尔盖·米哈伊洛维奇·尼科尔斯基（俄语：Серге́й Миха́йлович Нико́льский，1905年4月30日—2012年11月9日），俄罗斯数学家。

## 生平
1905年4月30日，谢尔盖·尼科尔斯基生于俄罗斯帝国彼尔姆省塔利察（今属俄罗斯联邦斯维尔德洛夫斯克州）。1972年，当选苏联科学院院士。谢尔盖·尼科尔斯基在92岁的时候仍在莫斯科物理技术学院授课。2005年后，仅出席科学会议，但仍在莫斯科物理技术学院工作。2012年11月9日在莫斯科去世，享嵩壽107岁。

## 学术贡献
他的工作涉及泛函分析、函数逼近、求积公式等方面。